# 史回镇
史回镇，原为史迴乡，是中华人民共和国山西省长治市潞城区下辖的一个乡镇级行政单位。2020年3月10日，撤乡设镇。

## 行政区划
史回镇下辖以下地区：
闫李庄村、曲里村、任河村、黄漳村、小常村、大常村、杨家庄村、白家庄村、李家沟村、向阳坡村、王里堡村、史回村、郭家堡村、宋家庄村、朱家川村、小沟村和垂阳村。